# Cicadomorphus lilianae
Cicadomorphus lilianae is een vlinder uit de familie van de uilen (Noctuidae). De wetenschappelijke naam van de soort werd voor het eerst geldig gepubliceerd in 2020 door Martinez.